# Walter E. Rogers

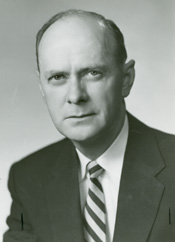
Walter E. Rogers

Walter Edward Rogers (* 19. Juli 1908 in Texarkana, Arkansas; † 31. Mai 2001 in Naples, Florida) war ein US-amerikanischer Politiker. Er vertrat den Bundesstaat Texas als Abgeordneter im US-Repräsentantenhaus.

## Werdegang
Walter Rogers schloss sein Studium am Austin College in Sherman 1926 mit einem Bachelor of Arts ab und erhielt 1935 an der University of Texas in Austin seinen Doktor. Nachdem er 1938 seine Zulassung als Anwalt erhalten hatte, eröffnete er eine Praxis in Pampa. Später arbeitete er dort bis 1940 auch als Staatsanwalt. Anschließend fungierte er als Bezirksstaatsanwalt des 31. Gerichtsbezirks von Texas zwischen 1943 und 1947. Danach war Rogers Delegierter des Demokratenkonvents von Texas zwischen 1950 und 1956 sowie 1960. Des Weiteren war er Delegierter zu den Democratic National Conventions zwischen 1952 und 1964.

## Politik
Rogers wurde als Demokrat in den 82. und die sieben nachfolgenden Kongresse gewählt. Seine Amtszeit dauerte vom 3. Januar 1951 bis zum 3. Januar 1967. Danach entschloss er sich, nicht mehr für den 90. Kongress 1966 zu kandidieren. Er kehrte zu seiner alten Tätigkeit als Anwalt zurück, die er bis zu seinem Tod am 31. Mai 2001 in Naples ausübte.
In seiner Amtszeit im Kongress war er 1956 an der Verfassung des Southern Manifesto beteiligt, das sich gegen die Rassenintegration an öffentlichen Einrichtungen aussprach.